# Curt August Gehlert
Curt August Gehlert auch: Kurt August Gehlert (* 26. September 1842 in Großstorkwitz; † 1. April 1899 in Leipzig) war ein deutscher Klassischer Philologe und Pädagoge.

## Leben
Als Sohn des Pastors August Friedrich Gehlen hatte er die erste Ausbildung vom Vater erhalten. 1862 besuchte er unter dem Rektor Eduard Wunder die Fürstenschule St. Augustin in Grimma. 1862 begann er ein Studium der Philologie und Geschichte an der Universität Leipzig und setzte dies an der Universität Berlin bei Leopold von Ranke und Gustav Droysen fort. Nach Leipzig zurückgekehrt, trat er im fünften Studiensemester der Studentenverbindung Landsmannschaft Afrania bei und bestand am 14. Dezember 1866 in Leipzig die Staatsprüfung in der philologisch-historischen Abteilung. Nach Abschluss der Studien ließ er sich, mit einem weiteren Afraner, als Lehrer der alten Sprachen an dem Ferrischen Privatgymnasium Carlshof bei Oberpahlen in Nordlivland anstellen.
Ostern 1868 berief ihn das Königlich-Sächsische Kultusministerium unter Erlass des Probejahres als Oberlehrer des Gymnasiums nach Bautzen. Während dieser Zeit promovierte er 1873 an der Universität Jena zum Doktor der Philosophie, stieg im Schuldienst auf und wurde am 27. September 1879 zum Gymnasialprofessor ernannt. 1880 folgte die Berufung an das Königliche Gymnasium Leipzig und verwaltete die dortige Schulbibliothek. Am 24. Dezember 1883 wurde er zum Rektor des Königlichen Gymnasiums zu Chemnitz berufen und am 13. Januar 1893 erhielt er einen Ruf als Rektor der Landes- und Fürstenschule Grimma, welche Aufgabe er am 12. April des genannten Jahres antrat. Gehlert wurde 1893 mit dem Ritterkreuz I. Klasse des Albrechts-Ordens ausgezeichnet. Gesundheitlich angeschlagen hatte er sich in Leipzig behandeln lassen, wo er auch verstarb.
1873 heiratete Gehlert Elisabeth Hennig. Ihre Tochter Gertrud vermählte sich mit Johannes Giesecke, dem Urenkel Benedictus Gotthelf Teubners und Komplementär der Giesecke & Devrient.

## Werke
- De Lysandri Lacedaemonii vita ac moribus. Monse, 1874
- De Cleomene III., Lacedaemoniorum rege. Abhandlung zu dem Programm des Königlichen Gymnasiums zu Leipzig, Leipzig 1883